# Abs Breen
Richard Abidin Breen, född den 29 juni 1979 i Enfield, London, England, är en brittisk-turkisk rappare, dansare och DJ känd som Abs Breen eller Abz Love. Han har tidigare spelat i pojkbandet 5ive. 2003 släppte han sitt första soloalbum "Abstract Theory".

## Diskografi

### Album
| År   | Titel           | Topplacering |
| År   | Titel           | UK           |
| ---- | --------------- | ------------ |
| 2003 | Abstract Theory | 28           |
| 2011 | Loved Up EP     |              |

### Singlar (solo)
| 2002                                                                          | "What You Got"                     | 4  | 33 | 37 | 9  | Abstract Theory |
| 2002                                                                          | "Shame"                            | —  | —  | —  | —  | Abstract Theory |
| 2003                                                                          | "Stop Sign"                        | 10 | 53 | 96 | 21 | Abstract Theory |
| 2003                                                                          | "Miss Perfect" (featuring Nodesha) | 5  | 64 | —  | 13 | Abstract Theory |
| 2003                                                                          | "7 Ways" (featuring Eve Bicker)    | —  | —  | —  | —  | Abstract Theory |
| "—" denotes releases that did not chart or were not released in that country. |                                    |    |    |    |    |                 |